# Lac Tiblemont
Pour les articles homonymes, voir Tiblemont.
 (avril 2023).
Si vous disposez d'ouvrages ou d'articles de référence ou si vous connaissez des sites web de qualité traitant du thème abordé ici, merci de compléter l'article en donnant les références utiles à sa vérifiabilité et en les liant à la section « Notes et références ».
```

```

Le lac Tiblemont est un plan d'eau douce de la ville de Senneterre, dans la municipalité régionale de comté (MRC) La Vallée-de-l'Or, dans la région administrative de Abitibi-Témiscamingue, dans la province de Québec, au Canada.
Ce lac est surtout entouré de zones forestières le long de la route 113 et dans le village d’Obaska.

## Géographie
La route 113 passe du côté Ouest du lac dans le sens nord-sud, en longeant plus ou moins ce lac. Le chemin de fer du Canadien National passe du côté ouest de la route 113 ; un pont ferroviaire est érigé à l’embouchure du lac Pascalis.
Ce lac d'environ 15 km est à une altitude de 309 m. L’embouchure de ce lac est localisé à près de 10 km au sud du pont de chemin de fer du Canadien National enjambant la rivière Bell à Senneterre, et à 16 km au sud du lac Parent et à 27 km au nord du village de Louvicourt.
Le lac Tiblemont, qui se déverse au nord, constitue le lac de tête de la rivière Bell.
Les principaux bassins versants voisins du lac Tiblemont sont :
- côté nord : rivière Bell ;
- côté est : lac Guéguen, rivière Saint-Vincent, rivière Marquis, rivière Mégiscane ;
- côté sud : lac Endormi, rivière Tiblemont, rivière Louvicourt, rivière Marrias ;
- côté ouest : rivière Senneville, rivière Courville, rivière Pascalis, lac Pascalis.

L’île Tiblemont est située au centre nord de la rivière, face à la confluence du ruisseau Meilleur (rive ouest) et du ruisseau Guillemette (rive est).
La baie du Repos est située sur la rive ouest de la partie sud du lac.

## Toponymie
« Thiéblemont-Farémont » constitue une commune française, située dans le département de la Marne en région Grand Est. 
Le toponyme « lac Tiblemont » a été officialisé le 5 décembre 1968 par la Commission de toponymie du Québec lors de sa création.